# VOYAGER (フジファブリックのアルバム)
『VOYAGER』（ボイジャー）は、フジファブリックのメジャー7枚目のアルバム。2013年3月6日にソニー・ミュージックアソシエイテッドレコーズから発売された。

## 概要
- 前作『STAR』より1年6か月ぶりとなるアルバム。前作と同じくメンバー全員が作詞・作曲を手がけている。
- 本作からはサポートドラムとして東京事変の刄田綴色にかわり、ツアーサポートも務めたBOBO（54-71）が参加している。エンジニアには高山徹が前作同様起用されている[2]。
- 本作の楽曲は、各シングルセッションに向けての楽曲制作がベースになっていたため、ほとんどが2012年の春から初夏までに原型が出来ていたという[2]。2012年に行われた「徒然流星TOUR」や「Light Flight」ツアーの最中にも新曲製作や録音作業が行われた[2]。
- 初回生産限定盤と通常盤の2形態で発売。初回盤は「徒然モノクローム」「流線形」「Light Flight」「Small World」のPV、さらにシングル「Small World」の初回盤DVDに収録されていたドキュメンタリーの後編および副音声が収録されたDVD付き、スペシャルスリーブ仕様となっている。
- オリジナルアルバムにシングルが収録されるのは、志村正彦の遺作となった「CHRONICLE」以来3作振りである。
- フジファブリックのオリジナルアルバムで同一シングルから2曲、およびA面とカップリングが同時収録されるのは初めてのことである[3]。今作では2枚目のアルバム『FAB FOX』以来の、タイトルチューンが無いアルバムでもある。

## 収録曲
全編曲：フジファブリック、M12：追加ホーンアレンジ権藤知彦

### CD
| #         | タイトル                         | 作詞                   | 作曲         | 時間  |
| --------- | -------------------------------- | ---------------------- | ------------ | ----- |
| 1.        | 「徒然モノクローム」             | 加藤慎一               | 山内総一郎   | 5:05  |
| 2.        | 「自分勝手エモーション」         | 加藤慎一               | 山内総一郎   | 4:39  |
| 3.        | 「Magic」                        | 加藤慎一               | 山内総一郎   | 3:58  |
| 4.        | 「Time」                         | 金澤ダイスケ・加藤慎一 | 金澤ダイスケ | 5:17  |
| 5.        | 「Upside Down」                  | 金澤ダイスケ           | 金澤ダイスケ | 4:22  |
| 6.        | 「透明」                         | 山内総一郎             | 山内総一郎   | 4:40  |
| 7.        | 「こんなときは」                 | 加藤慎一               | 加藤慎一     | 3:52  |
| 8.        | 「Small World」                  | 加藤慎一               | 山内総一郎   | 4:36  |
| 9.        | 「Fire」                         | 加藤慎一               | 金澤ダイスケ | 5:17  |
| 10.       | 「流線形」                       | 加藤慎一               | 金澤ダイスケ | 4:36  |
| 11.       | 「春の雪」                       | 山内総一郎             | 山内総一郎   | 6:59  |
| 12.       | 「Light Flight (Album Version)」 | 山内総一郎・加藤慎一   | 山内総一郎   | 5:47  |
| 合計時間: | 合計時間:                        | 合計時間:              | 合計時間:    | 59:12 |

### 初回生産限定版Disc2(DVD)
収録曲はPV
| #  | タイトル                                                                        | 作詞                 | 作曲         |
| -- | ------------------------------------------------------------------------------- | -------------------- | ------------ |
| 1. | 「徒然モノクローム」                                                            | 加藤慎一             | 山内総一郎   |
| 2. | 「流線型」                                                                      | 加藤慎一             | 金澤ダイスケ |
| 3. | 「Light Flight」                                                                | 山内総一郎・加藤慎一 | 山内総一郎   |
| 4. | 「Small World」                                                                 | 加藤慎一             | 山内総一郎   |
| 5. | 「DOCUMENT 2012 -part 2- 〜2012年の軌跡を辿る貴重なドキュメントムービー(後編)」 |                      |              |

## 収録曲解説
1. 徒然モノクローム
（作詞：加藤慎一　作曲：山内総一郎）
12thシングル（両A面の1曲目）。フジテレビ系ノイタミナ枠アニメ『つり球』オープニングテーマ。
これまでのところ最多の売り上げを記録する楽曲。
2. 自分勝手エモーション
（作詞：加藤慎一　作曲：山内総一郎）
2012年秋に行われたZepp Tour「Light Flight」にて初披露された楽曲[2]。
3. Magic
（作詞：加藤慎一　作曲：山内総一郎）
アルバムレコーディング直前のデモ聴き会から採用された曲であり、アルバム中で最も新しいナンバー[2]。
4. Time
（作詞：金澤ダイスケ、加藤慎一　作曲：金澤ダイスケ）
14thシングルc/w。
5. Upside Down
（作詞・作曲：金澤ダイスケ）
6. 透明
（作詞・作曲：山内総一郎）
7. こんなときは
（作詞・作曲：加藤慎一）
アウトロが次の「Small World」のイントロと繋がっている。
8. Small World
（作詞：加藤慎一　作曲：山内総一郎）
14thシングル。読売テレビ･日本テレビ系アニメ『宇宙兄弟』オープニングテーマ。
9. Fire
（作詞：加藤慎一　作曲：金澤ダイスケ）
同曲のレコーディングは、ベース以外の全楽器とプログラミングを作曲者である金澤が手がけ（プログラミングは高山と共同）、山内は一切ギターを弾いていない[2]。元々は金澤が「個人的な趣味で」作っていた曲をデモ聴き会に持って行ったことが、アルバム用にやってみようという流れになった[2]。
10. 流線形
（作詞：加藤慎一　作曲：金澤ダイスケ）
12thシングル（両A面の2曲目）。ポッキーチョコレート SPACE SHOWER TVバージョン CMソング、Google Play Music「音楽のある生活・キャンプ篇」CMソング。
フジファブリックにおいて企業CMのタイアップを獲得した初めての楽曲。また一つの楽曲が発売後に二回目のタイアップを獲得するのも初めて。
11. 春の雪
（作詞・作曲：山内総一郎）
同曲のレコーディングには、チェロ奏者であり、山内が初めて組んだバンドメンバーだった内田佳宏が参加している[2]。
12. Light Flight (Album Version)
（作詞：山内総一郎、加藤慎一　作曲：山内総一郎）
13thシングル。山内の希望もあり、アルバムでは権藤知彦によるホーンアレンジが施されている[2]。また、イントロ部分には山内が弾いたピアノオルガンのプレイノイズが加えられている[2]。

## 演奏
- 山内総一郎
  - Vocal
  - Electric Guitar (#1-8.10.11.12)
  - Electric Sitar (#2)
  - Synthesizer (#3)
  - Acoustic Guitar (#7.8.11.12)
  - Pianorgan (#12)
- 金澤ダイスケ
  - Background Vocals (#1.3.9.10)
  - Minimoog Voyager (#1.2.3.6.7.8.9.12)
  - Virus (#1.2.3.5.6.8.10)
  - Nord Electro (#1.2.5.6.12)
  - Clavinet (#1)
  - Farfisa (#2.9)
  - Hammond Organ (#2.5.9.12)
  - Piano (#3.4.5.8.10.11)
  - Vocoder (#3.8.9)
  - Programming (#9)
  - Glockenspiel (#12)
- 加藤慎一
  - Bass
  - Background Vocals (#1.3.7.9)
- BOBO
  - Drums (#1-8.10.11.12)
  - Conga (#3)
- 内田佳宏：Cello (#5.11)
- 高山徹：Programming (#9)
- 澤野博敬、遠山拓志：Trumpet (#12)
- 河合わかば、須賀裕之：Trombone (#12)
- 木村仁哉：Tuba (#12)
- 権藤知彦：Euphonium, Flugel Horn (#12)